# Karien van Gennip
Catharina Elisabeth Godefrida (Karien) van Gennip (ur. 3 października 1968 w Leidschendam) – holenderska polityk i menedżer, działaczka Apelu Chrześcijańsko-Demokratycznego (CDA), parlamentarzystka, w latach 2003–2007 sekretarz stanu, w latach 2022–2024 minister spraw społecznych i zatrudnienia, od 2023 do 2024 również wicepremier.

## Życiorys
Córka polityka Josa van Gennipa. Absolwentka Aloysius College w Hadze, w 1993 podjęła studia z fizyki na Uniwersytecie Technicznym w Delfcie. Odbyła również studia podyplomowe MBA w szkole biznesowej INSEAD. Od połowy lat 90. pracowała w firmie konsultingowej McKinsey & Company.
W 1998 wstąpiła do Apelu Chrześcijańsko-Demokratycznego. Od 2002 była kierownikiem projektu w Autoriteit Financiële Markten, holenderskim regulatorze rynków finansowych. W maju 2003 objęła dyrektorskie stanowisko w tej instytucji. W tym samym miesiącu powołana na funkcję sekretarza stanu do spraw gospodarczych w rządzie, na czele którego stał Jan Peter Balkenende. Odpowiadała m.in. za politykę handlową, przedsiębiorczość, sprawy konsumentów i turystykę; zakończyła urzędowanie w lutym 2007. Od listopada 2006 do września 2008 sprawowała mandat posłanki do Tweede Kamer.
Od 2008 była związana zawodowo z grupą ING, początkowo jako dyrektor ds. europejskich i międzynarodowych w ING Bank, a od 2010 jako dyrektor ds. bankowości prywatnej i inwestycji w tym banku. Od 2015 była dyrektorem wykonawczym oddziału ING we Francji. W 2019 weszła w skład rady dyrektorów INSEAD. W 2020 opuściła ING w związku z nominacją na przewodniczącą rady dyrektorów towarzystwa ubezpieczeń zdrowotnych VGZ.
W styczniu 2022 w czwartym gabinecie Marka Ruttego objęła stanowisko ministra spraw społecznych i zatrudnienia. We wrześniu 2023 została dodatkowo wicepremierem w tym rządzie. Funkcje rządowe sprawowała do lipca 2024.

## Odznaczenia
Odznaczona Orderem Oranje-Nassau V klasy (2007).